# Alpina B6 E63
Der Alpina B6 ist ein Pkw-Modell der oberen Mittelklasse des Kleinserienherstellers Alpina Burkard Bovensiepen, das auf der 6er-Reihe (E63, E64) des Automobilherstellers BMW basiert.

## Modellgeschichte

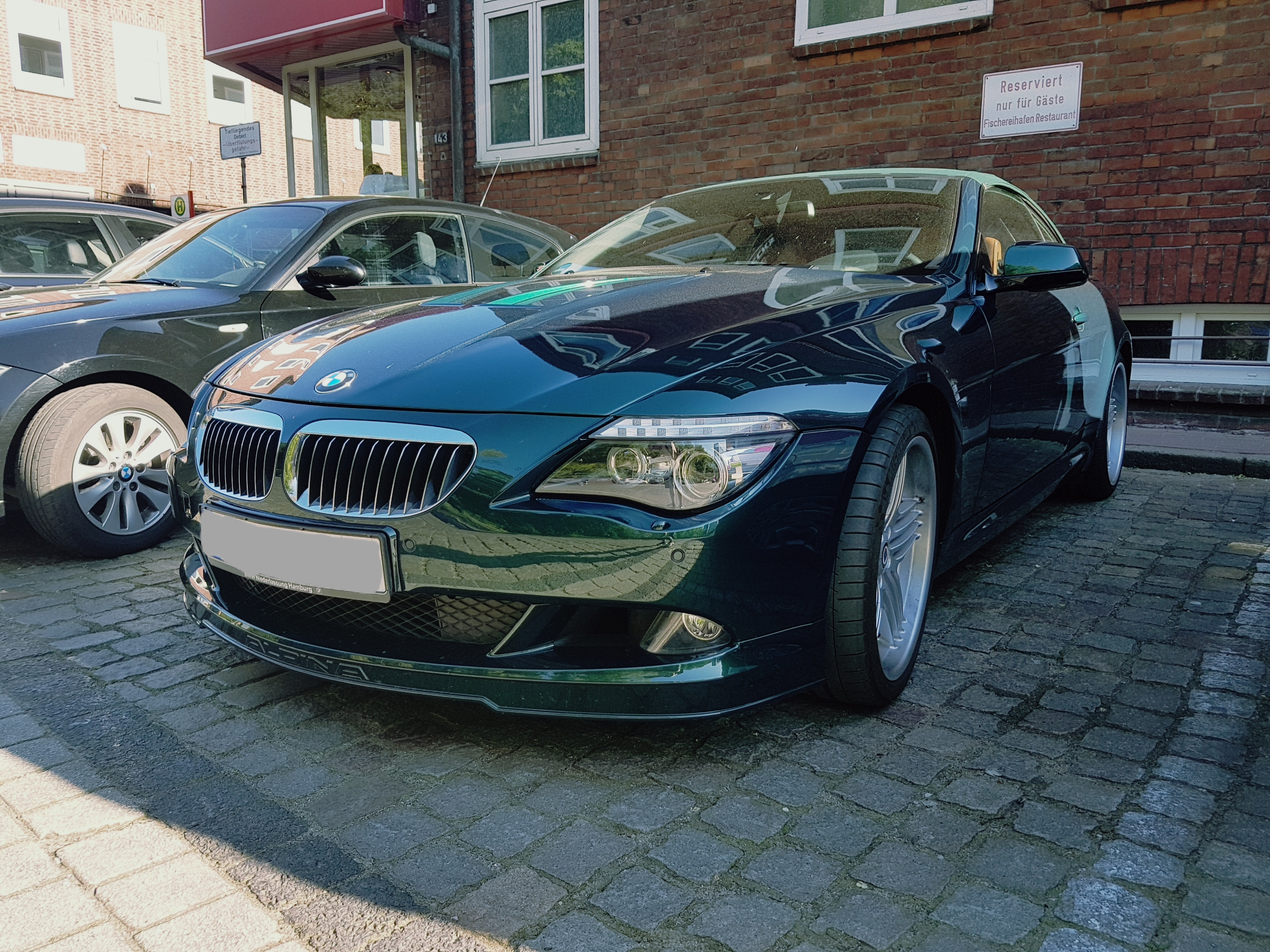
Alpina B6S mit Öffnungen in der Motorhaube

Der B6 debütierte als Cabriolet E64 formal auf der IAA im Herbst 2005 und als Coupé E63 auf der Tokyo Motor Show desselben Jahres. Sein 4,4-Liter-V8-Motor wie beim B5 S war durch einen mechanisch angetriebenen Turbokompressor aufgeladen und leistete  maximal 368 kW.
Im Herbst 2007 wurde mit der Modellpflege, die ebenfalls auf der IAA vorgestellt wurde, die Bezeichnung auf Alpina B6 S geändert und die maximale Motorleistung auf 390 kW erhöht; dazu wurden die ein- und auslassseitig variablen Ventilsteuerzeiten optimiert, Verbrennungs- und Abgastemperaturen deutlich gesenkt. Kühlluft kann nun durch Öffnungen in der Motorhaube abströmen; sie besteht aus kohlenstofffaserverstärktem Kunstharz und ist damit zehn Kilogramm leichter als das Serienteil. Die elektronische Getriebesteuerung (Switch-Tronic) reagiert in 1/10 Sekunde und verfügt über eine Zwischengasfunktion beim Herunterschalten. 2011 wurden Coupé und Cabriolet durch den B6 Biturbo abgelöst.

## Fahrleistungen
Im Gegensatz zum BMW M6 auf Basis des BMW E63, der bei 250 km/h elektronisch begrenzt wurde, läuft der B6 über 300 km/h. Die Cabriolet-Version auf Basis der Baureihe E64 ist mit einer Höchstgeschwindigkeit von 310 km/h respektive 313 km/h eines der schnellsten viersitzigen Cabriolets weltweit und beschleunigt in 4,8 Sekunden von 0 auf 100 km/h. Das Coupé benötigt dazu nur 4,5 Sekunden.

## Alpina B6 GT3
Der Alpina B6 GT3 ist ein Gran-Turismo-Rennwagen der Gruppe GT3 der auf dem B6 der Baureihe E63 basiert und von 2009 bis 2011 bei den ADAC GT Masters eingesetzt wurde.

## Technische Daten

### 2006–2007
| Alpina B6                       | Coupé                                    | Cabriolet                                |                                          |
| ------------------------------- | ---------------------------------------- | ---------------------------------------- | ---------------------------------------- |
| Bauzeit                         | 2006–2007                                | 2006–2007                                |                                          |
| Motorcode                       | H1                                       | H1                                       | H1                                       |
| Motorbauart                     | V8                                       | V8                                       | V8                                       |
| Motoraufladung                  | Kompressor                               | Kompressor                               | Kompressor                               |
| Bohrung × Hub                   | 92,0 mm × 82,7 mm                        | 92,0 mm × 82,7 mm                        | 92,0 mm × 82,7 mm                        |
| Hubraum                         | 4398 cm³                                 | 4398 cm³                                 | 4398 cm³                                 |
| Verdichtung                     | 9 : 1                                    | 9 : 1                                    | 9 : 1                                    |
| max. Leistung                   | 368 kW (500 PS) bei 5500–6000/min        | 368 kW (500 PS) bei 5500–6000/min        | 368 kW (500 PS) bei 5500–6000/min        |
| max. Drehmoment                 | 700 Nm bei 4250–4850/min                 | 700 Nm bei 4250–4850/min                 | 700 Nm bei 4250–4850/min                 |
| Getriebe                        | 6-Gang-Automatikgetriebe „Switch-Tronic“ | 6-Gang-Automatikgetriebe „Switch-Tronic“ | 6-Gang-Automatikgetriebe „Switch-Tronic“ |
| Höchstgeschwindigkeit           | 316 km/h                                 | 311 km/h                                 |                                          |
| Beschleunigung, 0–100 km/h      | 4,6 s                                    | 4,9 s                                    |                                          |
| Leergewicht                     | 1720 kg                                  | 1930 kg                                  |                                          |
| Kraftstoffverbrauch in l/100 km | 12,3 SP                                  | 12,8 SP                                  |                                          |

### 2007–2010
| Alpina B6 S                     | Coupé                                    | Cabriolet                                |                                          |
| ------------------------------- | ---------------------------------------- | ---------------------------------------- | ---------------------------------------- |
| Bauzeit                         | 2007–2010                                | 2007–2010                                | 2007–2010                                |
| Motorcode                       | H1                                       | H1                                       | H1                                       |
| Motorbauart                     | V8                                       | V8                                       | V8                                       |
| Motoraufladung                  | Kompressor                               | Kompressor                               | Kompressor                               |
| Bohrung × Hub                   | 92,0 mm × 82,7 mm                        | 92,0 mm × 82,7 mm                        | 92,0 mm × 82,7 mm                        |
| Hubraum                         | 4398 cm³                                 | 4398 cm³                                 | 4398 cm³                                 |
| Verdichtung                     | 9 : 1                                    | 9 : 1                                    | 9 : 1                                    |
| max. Leistung                   | 390 kW (530 PS) bei 5500/min             | 390 kW (530 PS) bei 5500/min             | 390 kW (530 PS) bei 5500/min             |
| max. Drehmoment                 | 725 Nm bei 4750/min                      | 725 Nm bei 4750/min                      | 725 Nm bei 4750/min                      |
| Getriebe                        | 6-Gang-Automatikgetriebe „Switch-Tronic“ | 6-Gang-Automatikgetriebe „Switch-Tronic“ | 6-Gang-Automatikgetriebe „Switch-Tronic“ |
| Höchstgeschwindigkeit           | 318 km/h                                 | 313 km/h                                 |                                          |
| Beschleunigung, 0–100 km/h      | 4,5 s                                    | 4,8 s                                    |                                          |
| Leergewicht                     | 1720 kg                                  | 1930 kg                                  |                                          |
| Kraftstoffverbrauch in l/100 km | 12,3 SP                                  | 12,8 SP                                  |                                          |